# Hardcore Justice 2013 (luglio)
Hardcore Justice 2013 (denominato anche One Night Only: Hardcore Justice 2) è stato la nona edizione ed è la prima della sua serie ad essere stata inserita nel pay-per-view della serie TNA One Night Only. L'evento ha avuto luogo il 19 marzo 2013 presso la Impact Zone di Orlando in Florida ed è stato trasmesso il 5 luglio 2013 su Spike TV.

## Risultati
| # | Match | Stipulazioni                    | Durata |
| - | --- | ------------------------------- | ------ |
| 1 | The Latin American Xchange (Homicide e Hernandez) hanno sconfitto The Disciples of the New Church (Sinn e Slash)     | Street Fight match              | 10:09  |
| 2 | ODB ha sconfitto Jackie Moore                                                                                        | Knockouts hardcore match        | 09:18  |
| 3 | Bad Influence (Christopher Daniels e Kazarian) ha sconfitto Generation Me (Jeremy Buck & Max Buck)                   | Ladder match per $20,000        | 13:31  |
| 4 | Shark Boy ha sconfitto Gunner, Crimson, Little Guido, Funaki, Sam Shaw, Johnny Swinger, 2 Cold Scorpio e Devon Storm | Battle royal match              | 19:24  |
| 5 | James Storm, Magnus e Bob Holly hanno sconfitto Aces & Eights (D.O.C., Wes Brisco e Knux)                            | Six-man tag team Hardcore match | 12:53  |
| 6 | Joseph Park ha sconfitto Judas Mesias (con James Mitchell)                                                           | Monster Ball match              | 12:20  |
| 7 | Jeff Hardy e Brother Runt hanno sconfitto il Team 3D (Bully Ray e Devon)                                             | Tables match                    | 09:44  |
|   | (c) = campione in carica al momento dell'inizio del match.                                                           |                                 |        |